# Angel Gomes
Adilson Angel Abreu de Almeida Gomes (sinh ngày 31 tháng 8 năm 2000) là cầu thủ bóng đá người Anh chơi ở vị trí tiền vệ tấn công cho câu lạc bộ Bồ Đào Nha Boavista theo dạng cho mượn từ Lille.
Gomes gia nhập lò đào trẻ của Manchester United khi mới 5 tuổi. Khi ra mắt đội một vào tháng 5 năm 2017, anh trở thành cầu thủ trẻ nhất chơi cho Manchester United kể từ Duncan Edwards năm 1953, đồng thời cũng  là cầu thủ sinh năm 2000 đầu tiên ra sân tại Premier League. Năm 2018, Gomes lọt vào "Top 50 cầu thủ trẻ xuất sắc nhất năm" (NxGn 2018) do tờ Goal bình chọn. Anh có tổng cộng 10 lần ra sân cho đội một Manchester United trong 3 năm. Sau khi kết thúc hợp đồng vào tháng 7 năm 2020, Gomes gia nhập Lille vào tháng 8 năm 2020, nhưng ngay lập tức được cho Boavista mượn để tích luỹ kinh nghiệm.
Anh từng là đội trưởng của tuyển Anh ở các cấp độ U16, U17 và U18.

## Sự nghiệp câu lạc bộ

### Manchester United

#### Những năm đầu
Gomes gia nhập Học viện Manchester United lúc 6 tuổi, và ký hợp đồng chính thức ở tuổi 13. anh đã được đi tập cùng đội U17 United trong chuyến du đấu tại Slovakia năm 2013 trước khi ký hợp đồng với câu lạc bộ trong tháng 5 năm 2014.
Trong tháng 7 năm 2015, Gomes được trao giải Cầu thủ giá trị nhất trong giải đấu Manchester United Premier Cup, mặc dù đội bóng của anh ấy chỉ kết thúc ở vị trí thứ 12.

#### Lên đội một
Anh trở thành cầu thủ trẻ nhất trong số các cầu thủ dưới 18 tuổi nhận giải Cầu thủ xuất sắc nhất Jimmy Murphy vào tháng 5 sau khi đã ghi được 12 bàn trong 19 trận đấu. Ngày hôm sau, anh được huấn luyện với đội 1 đăng ký thi đấu ở trận hạ màn Premier League của mùa giải.
Ngày 21 tháng 5 năm 2017, Gomes thay thế Wayne Rooney trong chiến thắng 2-0 của Manchester United trước Crystal Palace tại Ngoại hạng Anh. Ở 16 tuổi 263 ngày, Gomes trở thành cầu thủ trẻ nhất chơi cho đội một United kể từ Duncan Edwards năm 1953. Anh cũng là cầu thủ đầu tiên sinh sau năm 2000 thi đấu ở Ngoại hạng Anh.
Vào ngày 13 tháng 12 năm 2017, Gomes đã ký hợp đồng chuyên nghiệp đầu tiên với Manchester United. Một tháng sau, anh ra mắt ở vòng 4 Cúp FA ở phút 88 nhằm thay thế cho Marcus Rashford trong chiến thắng 4–0 trước Yeovil Town.
Ngày 25 tháng 7 năm 2019, Gomes ghi bàn thắng đầu tiên trong trận giao hữu trước mùa giải với Tottenham Hotspur. Tuy nhiên, anh có rất ít cơ hội ở đội một trong mùa giải 2019–20, khi chỉ ra sân 6 lần trên mọi đấu trường. Bất chấp các cuộc đàm phán kéo dài, Manchester United không thể gia hạn hợp đồng với Gomes và đành để anh ra đi theo dạng tự do vào ngày 30 tháng 6 năm 2020.

### Lille
Ngày 4 tháng 8 năm 2020, Gomes ký hợp đồng 5 năm với câu lạc bộ Pháp Lille và ngay lập tức được cho Boavista mượn ở mùa giải 2020–21 để tích luỹ thêm kinh nghiệm chơi bóng.

## Sự nghiệp Quốc tế
Gomes bắt đầu sự nghiệp quốc tế của mình vào tháng 8 năm 2015, khi anh có hai lần ra sân cho đội tuyển Anh ở cấp độ U16, cả hai trận đấu đó đều phải gặp đội U16 Hoa Kỳ. Anh là đội trưởng trong cả hai trận đấu đó hơn nữa anh đã có 7 lần ra sân cho tuyển trẻ Tam sư ở các trận đấu khác nhau.
Anh được gọi lên tuyển U17 Anh vào tháng 8 năm 2016. Và ghi được 1 bàn thắng sau 4 phút có mặt trên sân trong trận ra mắt trong khi đội tuyển quốc gia của Anh giành chiến thắng 3–1 trước tuyển Bỉ. Gomes đã có thêm 2 bàn thắng và một kiến tạo ở trận thứ hai của mình trong trận thắng 5–0 trước Croatia. Vào tháng 10, anh lại ghi bàn trong chiến thắng 8–1 trước Đức. Gomes cũng ghi bàn ở vòng loại Giải vô địch bóng đá U17 châu Âu nhưng đã bỏ lỡ giải đấu vào tháng 5 năm 2017 do chấn thương. Gomes đã ghi bàn thắng thứ tư trong trận mở màn của tuyển Anh tại Giải vô địch bóng đá U17 thế giới với cú đá phạt ở phút 81 để giúp U17 Anh đánh bại U17 Chile với tỷ số 4–0.
Anh ra mắt ở U18 Anh vào ngày 1 tháng 9 năm 2017 khi đó anh dẫn dắt đội tuyển trẻ Anh trong trận hòa 0-0 với Brazil.
Gomes đủ điều kiện thi đấu cho cả Đội tuyển bóng đá quốc gia Angola và Đội tuyển bóng đá quốc gia Bồ Đào Nha.

## Phong cách chơi bóng
Vị trí ưa thích của Gomes đang ở vị trí tiền vệ tấn công. Phong cách chơi bóng của anh đã được so sánh với phong cách của Ronaldinho do sự sáng tạo, bình tĩnh và lừa bóng của anh. Vào tháng 1 năm 2015, Nani mô tả Gomes là ngôi sao tiếp theo của Manchester United. Cựu cầu thủ Manchester United đó là Danny Webber nói rằng: "Gomes vẫn còn rất nhỏ tuy nhiên anh ấy cho thấy sự nhanh nhẹn của mình trước những người khác. Angel giống Paul Scholes, anh ấy có thể điều khiển một trận đấu với trí thông minh của mình."

## Đời sống cá nhân
Gomes là người gốc Angola. Anh là con trai của Gil Gomes, cựu tuyển thủ U-21 Bồ Đào Nha. Anh sinh ra tại Luân Đôn trong thời gian cha mình thi đấu cho Hendon. Sau đó, gia đình anh chuyển đến Salford khi ông Gil gia nhập Salford City. Cựu cầu thủ Manchester United Nani là cha đỡ đầu của Gomes, đó là một điều thú vị.

## Thống kê sự nghiệp
Tính đến ngày 19 tháng 10 năm 2020
| Câu lạc bộ        | Mùa giải       | Giải vô địch   | Giải vô địch | Giải vô địch | Cúp quốc gia | Cúp quốc gia | Cúp liên đoàn | Cúp liên đoàn | Châu Âu | Châu Âu | Khác | Khác | Tổng cộng | Tổng cộng |
| Câu lạc bộ        | Mùa giải       | Hạng đấu       | Trận         | Bàn          | Trận         | Bàn          | Trận          | Bàn           | Trận    | Bàn     | Trận | Bàn  | Trận      | Bàn       |
| ----------------- | -------------- | -------------- | ------------ | ------------ | ------------ | ------------ | ------------- | ------------- | ------- | ------- | ---- | ---- | --------- | --------- |
| Manchester United | 2016–17        | Premier League | 1            | 0            | 0            | 0            | 0             | 0             | 0       | 0       | 0    | 0    | 1         | 0         |
| Manchester United | 2017–18        | Premier League | 0            | 0            | 1            | 0            | 0             | 0             | 0       | 0       | 0    | 0    | 1         | 0         |
| Manchester United | 2018–19        | Premier League | 2            | 0            | 0            | 0            | 0             | 0             | 0       | 0       | —    | —    | 2         | 0         |
| Manchester United | 2019–20        | Premier League | 2            | 0            | 0            | 0            | 1             | 0             | 3       | 0       | —    | —    | 6         | 0         |
| Manchester United | Tổng cộng      | Tổng cộng      | 5            | 0            | 1            | 0            | 1             | 0             | 3       | 0       | 0    | 0    | 10        | 0         |
| Lille             | 2020–21        | Ligue 1        | 0            | 0            | 0            | 0            | —             | —             | 0       | 0       | —    | —    | 0         | 0         |
| Boavista (mượn)   | 2020–21        | Primeira Liga  | 3            | 1            | 0            | 0            | 0             | 0             | —       | —       | —    | —    | 3         | 1         |
| Tổng sự nghiệp    | Tổng sự nghiệp | Tổng sự nghiệp | 8            | 1            | 1            | 0            | 1             | 0             | 3       | 0       | 0    | 0    | 13        | 1         |

## Danh hiệu

### Quốc tế
U17 Anh
- Giải vô địch bóng đá U-17 thế giới: 2017

### Cá nhân
- Manchester United Premier Cup MVP: 2015[6]
- Giải cầu thủ trẻ Jimmy Murphy xuất sắc nhất năm: 2016–17[7]